# Wincentyna Wolska
Wincentyna Maria Wolska (ur. 1897, zm. 1974) – polska działaczka społeczna odznaczona Medalem Sprawiedliwy wśród Narodów Świata.

## Życiorys
Przyszła na świat w rodzinie Zakrzewskich. Wyszła za mąż za rok starszego Stanisława Wolskiego, syna Tytusa Antoniego i Pauliny. W 1923 rodzina uciekła do Polski z okolic Żytomierza. Znajoma Żydówka ostrzegła ich przed prześladowaniami ze strony bolszewików. Zamieszkali w Wielkopolsce. Potem przenieśli się do Wyszkowa. Drugie dziecko Wincentyna urodziła w Kępie Nadbrzeskiej. W Wyszkowie jej mąż najpierw pracował w Lasach Państwowych, a w 1931 został wybrany na burmistrza. Wolscy zamieszkali w Wyszkowie przy ul. Ogrodowej 1 (dziś 1 Maja), a w 1932 wybudowali dom przy ul. 11 Listopada (róg Szkolnej). Budynek spłonął na początku II wojny światowej.
Wincentyna Wolska była przewodniczącą Związku Pracy Obywatelskiej Kobiet w Wyszkowie. Związek prowadził sklep i ochronkę, organizował różne kursy dla kobiet.
Urodziła czworo dzieci: Stanisława (1922–1994), Irenę (1926–2005, Nadzwyczawska), Bolesława Józefa (1927–2013) i Marię (1930–2020, Banasiak). Wincentyna, spokrewniona z Walerym Sławkiem, poprosiła go na ojca chrzestnego najmłodszej córki.
Po wybuchu II wojny światowej mąż Wincentyny został odsunięty od urzędu i pracował jako ogrodnik. Dzieci włączyły się w konspirację. Rodzina zamieszkała w domu nauczycielskim w Parku Senatorskim (współcześnie Park Karola Ferdynanda Wazy) wspólnie z rodziną dyrektora wyszkowskiego gimnazjum, Apolinarego Rytla. W 1942 Wolscy zaopiekowali się Rachelą i Bruchą, nastoletnimi córkami wyszkowskiego kuśnierza Rubinowicza. Rodzina uciekła z getta w Wołominie. Wolscy przechwowywali dziewczynki w swoim domu, wyrobili im fałszywe dokumenty i utrzymywali do 1945. W 1948 siostry wyjechały do Izraela.
W 1945 rodzina przeprowadziła się do Słubic, gdzie Stanisław Wolski został starostą, a potem do Bartoszyc, gdzie objął urząd burmistrza. Zmarł w tym samym roku.
W 1987 Wincentyna i Stanisław Wolscy na wniosek Bruchy i Racheli Rubinowicz zostali pośmiertnie odznaczeni Medalem Sprawiedliwych wśród Narodów Świata. W 2017 zostali pośmiertnie odznaczeni Krzyżem Komandorskim Orderu Odrodzenia Polski.
W Wyszkowie znajduje się pomnik Stanisława Wolskiego z dwiema Żydówkami. Nie ma tam informacji o Wincentynie Wolskiej.
Wnukiem Wincentyny jest Rafał Wolski.